# 阿克塞尔·努德兰德
阿克塞尔·努德兰德（瑞典語：Axel Nordlander，1879年9月21日—1962年4月30日），瑞典男子马术运动员。他曾代表瑞典参加1912年夏季奥林匹克运动会马术比赛，获得个人三日赛和团体三日赛二枚金牌。